# Christine Brückner
Pour les articles homonymes, voir Brückner.
Christine Brückner, née le 10 décembre 1921 à Schmillinghausen, Bad Arolsen, État libre de Waldeck-Pyrmont et morte le 21 décembre 1996 à Cassel, est une écrivaine et dramaturge allemande.

## Biographie
Christine Brückner est née à Schmillinghausen près de Bad Arolsen dans l'État libre de Waldeck-Pyrmont. Elle est la fille du pasteur Carl Emde et de sa femme Clotilde. Elle y vit jusqu'en 1934, date à laquelle elle s'installe à Cassel. Elle fréquente le lycée d'Arolsen et de Cassel, obtenant son Abitur (diplôme d'études secondaires) en 1941. Pendant la Seconde Guerre mondiale, elle est enrôlée pour servir dans le commandement général de Cassel, puis comme comptable dans une usine d'avions à Halle-sur-Saale.
Après la guerre, elle obtient un diplôme de bibliothécaire à Stuttgart. Elle étudie l'économie, la littérature, l'histoire de l'art et la psychologie à l'Université de Marbourg, où pendant deux semestres, elle est directrice du restaurant universitaire la Mensa Academica. Pendant ce temps, elle écrit des articles pour le magazine Frauenwelt (Monde des femmes) à Nuremberg.
De 1948 à 1958, elle est mariée au designer industriel Werner Brückner (1920-1977).
En 1954, elle publie son premier roman, "Avant que les traces ne disparaissent" (Ehe die Spuren verwehen, Gütersloh) qui est un grand succès, lui permettant de gagner sa vie en tant qu'écrivaine indépendante. Le manuscrit remporte un concours organisé par l'éditeur Bertelsmann. Elle publie ensuite un certain nombre d'autres romans, qui se concentrent principalement sur les questions d'amour, de mariage et de relations du point de vue d'une femme, et sur les possibilités d'épanouissement féminin.
En 1960, elle retourne à Cassel, où, à partir de 1967, elle vit avec son second mari et confrère écrivain Otto Heinrich Kühner (1921–1996), avec qui elle collabore à plusieurs ouvrages.
De 1980 à 1984, elle est vice-présidente du PEN Club allemand. Elle devient citoyenne d'honneur de la ville de Cassel.
En 1983, elle publie son recueil de monologues théâtraux "Les monologues Desdemona, si tu avais seulement parlé", onze discours non censurés de onze femmes furieuses. Ce texte est un succès d'édition et obtenu une large diffusion ainsi que des traductions dans de nombreuses langues. Elle est consacrée comme dramaturge. Dans des tons allant du sérieux au joyeux, le travail traite de figures féminines historiques et fictives de l'histoire culturelle occidentale, de Clytemnestre à Christiane von Goethe en passant par Gudrun Ensslin. En plus des romans et des histoires, Brückner publie également des œuvres autobiographiques, des pièces de théâtre et des livres pour enfants. Les éditions Ullstein a publié une collection en 20 volumes des œuvres de l'auteur.
En 1978, une série télévisée est produite à partir de son livre "Jauche und Levkojen". Après le succès de cette série, Elle écrivit une suite avec deux nouveaux romans "Nirgendwo ist Poenichen" et "Die Quints", formant ainsi une trilogie qui rencontra un grand succès.
Christine Brückner est décédée en 1996, dix semaines après son mari. Le couple est enterré à Schmillinghausen.
En 1984, Christine Brückner et son mari ont créé la Fondation Brückner-Kühner, qui depuis 1985 décerne le Prix littéraire de Cassel pour "l'œuvre grotesque et comique" de haut niveau artistique. La Fondation, située dans la maison dans laquelle vivaient Christine Brückner et son mari, fonctionne aujourd'hui comme un centre de littérature comique et comme un petit musée qui peut être visité sur rendez-vous.

## Récompenses et honneurs
- 1954 : Concours du prix Bertelsmann pour Avant que les traces ne disparaissent.
- 1982 : Médaille Goethe de l'État de Hesse
- 1987 : Citoyen d'honneur de la ville de Cassel
- 1990 : Ordre du Mérite de Hesse
- 1991 : Ordre du Mérite de la République fédérale d'Allemagne
- 1996 : Grand Croix Fédérale du Mérite

## Sources
1. ↑  Friedrich W. Block, Christine Brückner Ständiger Wohnsitz – Kasseler Notizen, éditions Ullstein Buchverlag GmbH, Berlin 1996
2. ↑  Fiche de l'Arche-éditeur
3. ↑  Christine Brückner: Wenn du geredet hättest, Desdemona, Hoffmann & Campe Verlag, Hambourg 1983
4. ↑  Notice cinématographique sur Imdb
5. ↑  Fiche auteur
6. ↑  Archives de la ville de Cassel